# Chiesa dei Santi Nazario e Celso (Sannazzaro de' Burgondi)
La chiesa dei Santi Nazario e Celso, detta anche chiesa dei Santi Nazzaro e Celso, è la parrocchiale di Sannazzaro de' Burgondi, in provincia di Pavia e diocesi di Vigevano; fa parte del vicariato di Mede.

## Storia
All'inizio la comunità di Sannazzaro dipendeva dalla pieve di Santa Maria Maggiore di Dorno; nel 1259 la cappella del paese risultava essere sede rettoriale ed era sottoposta ad alcune tasse imposte dal vescovo di Pavia.
Questa chiesetta è nuovamente menzionata nelle Rationes decimarum, redatte tra il 1322 e il 1323, e nella relazione della visita pastorale del 1460, compiuta dal vicario diocesano.
Tra i secoli XVII e XVIII l'originaria chiesa quattro-cinquecentesca fu interessata da un rimaneggiamento che la trasformò in stile barocco; fu eretta al rango di prepositurale nel 1796 dal cardinale Carlo Durini.
Nel 1817 papa Pio VII, con la sua bolla Beati Petri del 17 luglio e con il successivo breve Cum per nostras litteras, datato 26 settembre, aggregò la chiesa alla diocesi di Vigevano, staccandola dalla diocesi di Pavia.
Grazie alla relazione della visita pastorale del 1845 del vescovo Vincenzo Forzani si conosce che i fedeli ammontavano a 1450 e che la parrocchiale aveva come filiali le cappelle della Madonna del Rosario, della Beata Vergine della Fortuna, dei Santi Bernardino e Rocco, di San Pietro e di San Tommaso Apostolo nella cascina Cassinazza e due oratori privati.
Nel 1933 la chiesa fu oggetto di un ulteriore rifacimento, che le conferì un nuovo aspetto neoromanico.
Il 6 gennaio 1971 il vescovo di Vigevano Luigi Barbero assegnò la chiesa alla zona pastorale nord est, mentre poi il 1º gennaio 1972, con la nuova suddivisione territoriale della diocesi voluta dal vescovo Mario Rossi, essa passò al vicariato di Sannazzaro, per poi venir aggregata successivamente a quello di Mede.

## Descrizione

### Esterno
La facciata a salienti della chiesa, rivolta a nordovest e scandita da paraste, presenta tre portali d'ingresso strombati, sovrastati da altrettanti rosoni, ed è caratterizzata da archetti pensili, da loggette e da pinnacoli.
Annesso alla parrocchiale è il campanile a base quadrata, in mattoni a faccia vista; la cella presenta su ogni lato una monofora ed è coronata dalla guglia piramidale.

### Interno
L'interno dell'edificio è suddiviso da pilastri in mattoni, sorreggenti archi a tutto sesto, in tre navate, di cui la centrale è coperta dalle capriate lignee che sostengono il tetto; al termine dell'aula si sviluppa il presbiterio, rialzato di alcuni gradini, voltato a crociera e chiuso dall'abside.